# مرونة شمعية
تعتبر المرونة الشمعية أو التلين الشمعي (بالإنجليزية: Waxy flexibility)‏ أحد الأعراض الحركية النفسية لمرض الجامود لمرتبط بالفصام، أو الاضطراب ثنائي القطب، أو الاضطرابات العقلية الأخرى، مما يؤدي إلى انخفاض الاستجابة للمنبهات والميل إلى البقاء في وضع غير متحرك. وتواجه محاولات إعادة وضع المريض "بالمقاومة"، وبعد إعادة وضعه فإنه يظل عادة في وضعه الجديد. نادرا ما تحدث المرونة الشمعية في حالات الهذيان. إن وجود المرونة الشمعية مع وجود عوارض أخرى للجامود مثل الذهول لهو أمر كاف لتبرير تشخيص مرض الجامود.
على سبيل المثال، إذا قام شخص بتحريك ذراع المصاب بالمرونة الشمعية، فإن المصاب سيحافظ على ذراعه في مكانه الجديد حتى يقوم شخص آخر بتحريكه مرة أخرى، كما لو كان مصنوعًا من الشمع. على الرغم من ارتباط المرونة الشمعية تاريخياً بمرض انفصام الشخصية، إلا أن هناك اضطرابات أخرى قد تكون مرتبطة بها، على سبيل المثال، اضطراب المزاج والسلوكيات الجامدة. 
غالباً ما يستخدم العلاج بالصدمات الكهربائية كعلاج لمرض الجامود. وقد وجدت دراسة أن المرضى المصابين بالجامود والذين يعانون من المرونة الشمعية قد استجابوا بشكل أسرع للعلاج بالصدمات الكهربائية مقارنة بالمرضى الذين يعانون من أعراض جامودية مختلفة.